# Osservatorio di Parkes
L'osservatorio di Parkes (Parkes Observatory) è un osservatorio astronomico situato circa 20 km a nord della città di Parkes, nel Nuovo Galles del Sud, in Australia. Il principale strumento è un radiotelescopio di 64 metri di diametro, chiamato per anni informalmente The Dish o the Big Dish, sino al 2020 a cui è stato dato il nome di Murriyang, parola che nella lingua del locale popolo aborigeno Wiradjuri significa "il mondo del cielo, là dove vive lo spirito Biyaami".
Inaugurato nel 1961 ed entrato pienamente in funzione nel 1963, è stato impiegato dalla NASA per le missioni Apollo verso la Luna, in particolare per la ricezione delle trasmissioni televisive in diretta della passeggiata sulla Luna degli astronauti dell'Apollo 11, il 20 luglio 1969. Il ruolo dell'osservatorio di Parkes nella storica missione dell'Apollo 11 è raccontato nel film del 2000 The Dish.
Il radiotelescopio ha svolto un ruolo importante nella ricezione dei segnali inviati da diverse sonde interplanetarie della NASA, tra cui quelli della sonda Galileo, che nel 1995 fu la prima ad entrare in orbita attorno a Giove.
Nel 2010, dopo 40 anni di attività dell'osservatorio, la rete televisiva australiana ABC lo ha definito "lo strumento scientifico di maggior successo mai costruito in Australia".
Assieme al radiotelescopio di Green Bank, il radiotelescopio di Parkes sarà impiegato nel progetto Breakthrough Listen, annunciato il 20 luglio 2015 e finanziato dal miliardario russo Yuri Milner. La "prima luce" del progetto Breakthrough Listen at Parkes è avvenuta l'8 novembre 2016 focalizzando l'obiettivo verso Proxima b.
Ad oggi il radiotelescopio di Parkes, pur avendo un limitato campo visivo è anche lo strumento migliore per rilevare i fast radio burst.